# تينا ألين
تينا ألين (بالإنجليزية: Tina Allen)‏ هي نحّاتة أمريكية، ولدت في 9 ديسمبر 1949 في هيمبستيد في الولايات المتحدة، وتوفيت في 9 سبتمبر 2008 في لوس أنجلوس في الولايات المتحدة.